# Orawa (Kilar)
Orawa – poemat symfoniczny na kameralną orkiestrę smyczkową Wojciecha Kilara z 1986 roku, tytułem nawiązujący do nazwy regionu na pograniczu Polski i Słowacji lub rzeki.
Prawykonanie poematu miało miejsce w Sali Biura Wystaw Artystycznych w Zakopanem 10 marca 1986. Polską Orkiestrą Kameralną, której zadedykowany został utwór, dyrygował Wojciech Michniewski. Po wykonaniu przybyli spod Jabłonki orawscy górale nałożyli na głowę kompozytora góralski kapelusz.
Orawa jest czwartym utworem Kilara nawiązującym do tradycji muzyki Podhala i ostatnim z „cyklu tatrzańskiego”. Pozostałe to: Krzesany, Kościelec 1909 i Siwa mgła. Autor przeznaczył kompozycję do wykonywania przez kameralną orkiestrę smyczkową. Gdy utwór zyskał popularność, powstały opracowania na kwartet smyczkowy, dwanaście saksofonów, trio akordeonowe, osiem wiolonczel i inne. W 2012 roku podczas festiwalu Sacrum Profanum w Krakowie Orawa stała się podstawą dla reinterpretacji didżejskich.
Utwór kończy się nietypowo – okrzykiem całej orkiestry.